# Prescott, Michigan
Prescott är en ort i Ogemaw County i delstaten Michigan, USA.